# Mülleramazonen-Papageien-Fall
| Bundesgerichtsentscheid                     | Bundesgerichtsentscheid |
| ------------------------------------------- | ----------------------- |
| Datum des Urteils:                          | 28. November 2006       |
| Veröffentlichung in der amtlichen Sammlung: | BGE 133 III 257         |
| Urteil im Wortlaut:                         | 4C.180/2005             |
| Rechtsgebiet:                               | Kaufrecht               |

Im Mülleramazonen-Papageien-Fall hat das Schweizerische Bundesgericht ausführlich zur Abgrenzung zwischen unmittelbarem und mittelbarem Schaden im kaufrechtlichen Gewährleistungsrecht Stellung genommen.
Der gewerbsmässige Papageienzüchter A kaufte 2003 von B sechs Mülleramazonen-Papageien für 4800.- Fr. Obwohl die Papageien während mehrerer Monate beim Verkäufer in Quarantäne waren, erkrankten und verstarben sie nach der Einstallung bei A und in der Folge fast der gesamte Zuchtbestand des A im Wert von ca. 2 Mio. Fr. Wie sich nachträglich herausstellte, war ein Vogel bei Lieferung mit dem Pacheco-Virus infiziert und steckte danach alle anderen an. Der Käufer verlangte daraufhin Schadenersatz für seine ganze Papageien-Zucht. Der Verkäufer hingegen weigerte sich mit der Begründung, ihn treffe keinerlei Verschulden, und er habe somit nicht für den als mittelbar zu qualifizierenden Mangelfolgeschaden einzustehen.
Während der Verkäufer für Schäden, die unmittelbar aus einem Rechts- oder Sachmangel resultieren, verschuldensunabhängig einzustehen hat, haftet er für die mittelbaren Schäden nur dann, wenn ihm der Exkulpationsbeweis nicht gelingt. Nach eingehender Begründung und Auseinandersetzung mit der Lehre bestätigte das Bundesgericht seine Rechtsprechung, wonach die Unterscheidung zwischen unmittelbarem und mittelbarem Schaden aufgrund der Länge der Kausalkette zu treffen ist und der Mangelfolgeschaden auch unmittelbar sein kann. Erst wenn weitere Schadensursachen hinzutreten, ist der Schaden als mittelbar zu qualifizieren, wobei der normale Gebrauch der Sache im Rahmen des üblichen oder vereinbarten Verwendungszwecks keine solche weitere Schadensursache darstellt. Der Verkäufer hatte in diesem Fall darum auch den Folgeschaden zu tragen.

## Siehe auch

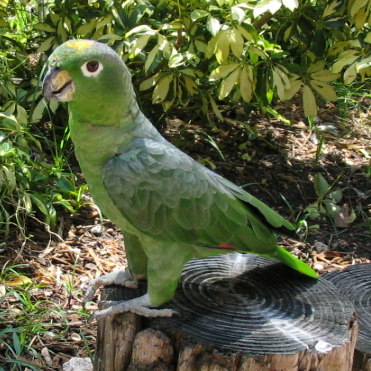
Vertreter der zur Rechtsfortbildung beitragenden Art

## Besprechungen
- R. Keller, AJP, 2007 780
- H. Honsell, recht, 2007 154
- C. Zellweger-Gutknecht, ZBJV, 2007 769
- T. Coendet, recht, 2008 15
- P. Tercier, SJZ, 2008 295 (französisch)
- C. Brunner/M. Vischer, Jusletter, 13. Oktober 2008 (PDF; 303 kB), S. 4 f.
- M. Vischer, SJZ, 2009 129